# 勝田文
勝田 文（かつた ぶん、7月18日 - ）は、日本の漫画家。愛知県出身。女性。
1998年、『YOUNG YOU』（集英社）にて「晩夏」でデビューした。
主に雑誌『MELODY』（白泉社）、および『YOUNG YOU』（集英社）、『コーラス』（現『Cocohana』、集英社）で活躍。
日本を舞台とする作品では、旅館や下町といった昭和の雰囲気を持ったものが多い。また、多くの作品でうだつのあがらないダメ男がヒロインの相手役として登場する。
オリジナル作品のほか、2005年に『Daddy Long Legs』で『あしながおじさん』（原作：ジーン・ウェブスター）を漫画化して以降は小説のコミカライズ作品も手がけるようになり、佐藤多佳子の小説を漫画化した『しゃべれどもしゃべれども』は話題となった。
漫画家の岩本ナオらと親交がある。

## 作品リスト

### 漫画
- あのこにもらった音楽（2001年 - 2003年、『MELODY』、白泉社、花とゆめコミックス、全2巻・愛蔵版全1巻）
- あいびき（2004年、『YOUNG YOU』、集英社、クイーンズコミックス）
  - （同時収録）木俣くんの手品（2003年、『YOUNG YOU COLORS』）
  - （同時収録）サマー・ジョブ（2002年、『別冊YOUNG YOU』）
  - （同時収録）ペイ・デイ（2001年、『YOUNG YOU』）
  - （同時収録）妹の花火（2001年、『デラックスYOUNG YOU』）
- Daddy Long Legs（原作：ジーン・ウェブスター、2006年、『YOUNG YOU』、集英社、クイーンズコミックス）
  - （同時収録）天馬（2004年、『YOUNG YOU』）
  - （同時収録）パーラー（2005年、『YOUNG YOU』）
  - （同時収録）シンガポールの月（2005年、『YOUNG YOU』）
- かわたれの街（2007年、白泉社、ジェッツコミックス）
- しゃべれどもしゃべれども（原作：佐藤多佳子）（2007年、『MELODY』、白泉社、ジェッツコミックス）
- 前厄ファンタジー（2008年、『コーラス』、集英社、未コミックス化）※エッセイ漫画
- プリーズ、ジーヴス（原作：P・G・ウッドハウス、2008年 - 2014年、『MELODY』、白泉社、花とゆめコミックススペシャル、既刊3巻）
- ウランバナ（2007年、『コーラス』、集英社、クイーンズコミックス）
  - （同時収録）近くの他人（2003年、『YOUNG YOUR COLORS』）
  - （同時収録）ダブル プレイ（2002年、『別冊YOUNG YOU』）
- ちくたくぼんぼん（2009年 - 2011年、『コーラス』、集英社、クイーンズコミックス、全3巻）
  - （1巻に同時収録）ビーチ・イズ・ビューチフル（2006年、『別冊コーラス』）
- 小僧の寿し（2014年、マーガレットコミックス、集英社)
- マリーマリーマリー（『Cocohana』、2014年10月号 - 2017年8月号、全6巻）
- 風太郎不戦日記（原作：『戦中派不戦日記』（山田風太郎）、『モーニング』、講談社、2019年8月29日号 - 2021年7月8日号）
- 拾われた男（原作：松尾諭、『文春オンライン』2022年1月25日[2] - 2022年、全2巻） - 自伝風エッセイのコミカライズ[2]
- バードランドの皿（『Cookie』2023年7月号[3] - 、既刊3巻）

### その他
- 『YOU』 読者ページのカット
- ピンポンはねる シリーズ（著：工藤純子、ポプラ社、TEENS’ENTERTAINMENT、全3巻）
- この落語家をよろしく いま聴きたい噺家イラスト&ガイド2010（著：広瀬和生、講談社）
- 谷中びんづめカフェ竹善 シリーズ（著：竹岡葉月、集英社オレンジ文庫、既刊4巻）

## 単行本
- 『あのこにもらった音楽』（全2巻、愛蔵版全1巻）
  - 『あのこにもらった音楽』白泉社、2002年11月 ISBN 978-4592174288
  - 『あのこにもらった音楽 2』白泉社、2003年9月 ISBN 978-4592173090
  - 『愛蔵版 あのこにもらった音楽』白泉社、2009年3月 ISBN 978-4592186922
- 『あいびき』集英社、2004年11月 ISBN 978-4088652498
「あいびき」「木俣くんの手品」「サマー・ジョブ」「ペイ・デイ」「妹の花火」を収録
- 『Daddy Long Legs』集英社、2006年4月 ISBN 978-4088653372
「Daddy Long Legs」「天馬」「パーラー」「シンガポールの月」を収録
- 『かわたれの街』白泉社、2007年4月 ISBN 978-4592142737
- 『しゃべれどもしゃべれども』白泉社、2007年4月 ISBN 978-4592142720
- 『プリーズ、ジーヴス』
  - 『プリーズ、ジーヴス 1』白泉社、2009年3月 ISBN 978-4592186939
  - 『プリーズ、ジーヴス 2』白泉社、2010年12月 ISBN 978-4592186946
  - 『プリーズ、ジーヴス 3』白泉社、2012年10月 ISBN 978-4592197539
  - 『ジーヴス英国紳士録』白泉社、2013年11月 ISBN 978-4592197546
  - 『ジーヴス狂騒紳士録』白泉社、2014年12月 ISBN 978-4592197553
- 『ウランバナ』集英社、2009年10月 ISBN 978-4088655611
「ウランバナ」「近くの他人」「ダブル プレイ」を収録
- 『ちくたくぼんぼん』（全3巻）
  - 『ちくたくぼんぼん 1』集英社、2009年10月 ISBN 978-4088655604
  - 『ちくたくぼんぼん 2』集英社、2010年12月 ISBN 978-4088656106
  - 『ちくたくぼんぼん 3』集英社、2011年12月 ISBN 978-4088656540
- 『小僧の寿し』集英社、2014年2月 ISBN 978-4088451763
「小僧の寿し」「チビのおでん」「すいかドライブ」「ととせの鴨」「クリスマスキャロル」を収録
- 『マリーマリーマリー』（全6巻）
  - 『マリーマリーマリー 1』集英社、2015年2月 ISBN 978-4088453552
  - 『マリーマリーマリー 2』集英社、2015年8月 ISBN 978-4088454375
  - 『マリーマリーマリー 3』集英社、2016年2月 ISBN 978-4088455310
  - 『マリーマリーマリー 4』集英社、2016年8月 ISBN 978-4088456287
  - 『マリーマリーマリー 5』集英社、2017年2月 ISBN 978-4088457239
  - 『マリーマリーマリー 6』集英社、2017年8月 ISBN 978-4088458168
- 『風太郎不戦日記』（全3巻）
  - 『風太郎不戦日記 1』講談社、2020年3月 ISBN 978-4065188606
  - 『風太郎不戦日記 2』講談社、2020年10月 ISBN 978-4065208762
  - 『風太郎不戦日記 3』講談社、2021年7月 ISBN 978-4065240014